# آن وانگ
آن وانگ (به انگلیسی: An Wang) مهندس و فیزیکدان چینی، وی هنگامی که در دانشگاه هاروارد با هوارد آیکن کار می‌کرد، حافظه هسته مغناطیسی را ساخت و اختراع خود را به ثبت رسانید.
وانگ در بوستن شرکت وانگ را به همراه خانواده‌اش تأسیس کرد که نخستین رایانه رومیزی را ساخت و همچنین پردازشگر واژگان را توسعه بخشید که در متنی که قرار بود ویرایش شود، تمام مراحل کار را روی صفحه نمایش می‌داد.